# Herwarth von Schade
Herwarth Freiherr von Schade (* 13. Dezember 1926 in Breslau; † 21. November 2009 in Hamburg) war ein deutscher Theologe und Kirchenbibliotheksdirektor.

## Leben und Wirken
Herwarth von Schade lebte nach der Geburt von 1927 bis 1939 in Ratibor, wo er die evangelische Volksschule und das Dietrich-Eckart-Gymnasium besuchte. 1939 siedelte er nach Hamburg um und besuchte dort die Gelehrtenschule des Johanneums. Johannes Reinhard konfirmierte von Schade 1942 in Harvestehude. Während des Zweiten Weltkriegs diente von Schade ab 1943 als Luftwaffenhelfer und 1944/45 als Soldat in Schlesien. Von 1945 bis 1947 befand er sich in französischer Kriegsgefangenschaft. In dieser Zeit wendete er sich der Theologie zu und studierte im Gefangenenlager in Montpellier zwei Semester an der École de Théologie Protestante. Anschließend setzte er das Studium an der Universität Tübingen und der Kirchlichen Hochschule in Hamburg fort.
Nach dem ersten Examen 1951 wurde er Lehrvikar bei Hans Stökl an der St. Andreaskirche in Hamburg. 1953 legte von Schade das zweite theologischen Examina ab und wurde von Simon Schöffel am 14. Februar 1954 ordiniert. Anschließend arbeitete er als Hilfspfarrer in Groß Borstel, Klein Borstel und Horn. Von 1955 bis 1962 wirkte er als Pastor in Barmbek-Nord, anschließend als Kirchenrat im Landeskirchenamt und ab 1967 als Oberkirchenrat. Er predigte zudem regelmäßig in der Maria-Magdalenen-Kirche in Klein Borstel. Mit Gründung der Nordelbischen Evangelisch-Lutherischen Kirche beendete von Schade seine Tätigkeiten in der Kirchenverwaltung.
Von 1977 bis 1979 durchlief er eine Ausbildung für den Höheren Dienst an Wissenschaftlichen Bibliotheken, die er mit der entsprechenden Staatsprüfung abschloss. Von 1980 bis zur Pensionierung Ende 1988 leitete von Schade als Direktor die Nordelbische Kirchenbibliothek. In dieser Zeit entwarf er die Standardliste zum Schlagwortkatalog und veranlasste die Umstellung der Zeitschriften- und Aufsatzdokumentation auf elektronische Datenverarbeitung. 1982/83 übernahm er den Vorsitz des Landesverbands Hamburg des Deutschen Bibliotheksverbandes und gründete die Zeitschrift „Auskunft“ mit.
Von Schade widmete sich insbesondere der Kirchenmusik und Liturgik. Von 1962 bis 1978 gehörte er dem Amt für Kirchenmusik an und nahm an der Lutherischen Liturgischen Konferenz teil. Zeitweise übernahm er den Vorsitz des Liturgischen Ausschusses der VELKD und war von 1982 bis 1988 Vorsitzender des Gesangsbuchausschusses der Nordelbischen Evangelisch-Lutherischen Kirche. Von 1962 bis 1989 unterrichtete er Kirchenmusik an der Hochschule für Musik und Theater in Hamburg, ab 1988 mit einem Professorentitel. Von 1989 bis 1992 unterrichtete er als Lehrbeauftragter Evangelische Theologie an der Hamburger Universität, wo er 1996 mit einer Schrift zur hamburgischen Geschichte des Gesangsbuchs promoviert wurde.

## Werke
Herwarth von Schade veröffentlichte zahlreiche, oftmals bibliografische und biografische Schriften zur Hamburger Kirchengeschichte. Er war Mitherausgeber der „Arbeiten zur Kirchengeschichte Hamburgs“ und erstellte, anfangs in Zusammenarbeit mit Friedrich Hammer, ein Verzeichnis der Hamburger Pastoren seit der Reformationszeit.
- mit Wolfgang Beinert, Konrad Hoffmann: Glaubensbekenntnis und Gotteslob der Kirche. Eine Handreichung zu den ökumenischen Neuübersetzungen, mit der Erklärung zur Einführung von Präses Joachim Beckmann und Bischof Hermann Volk. Benziger/Herder, Einsieden/Zürich/Freiburg/Wien 1971.
- als Hrsg.: Hans Stökl: Redet mit Jerusalem freundlich. Predigten. Friedrich Wittig, Hamburg 1973.
- Zu Gottes Lob in Hamburgs Kirchen. Verlag Traugott Bautz, Herzberg 1994, ISBN 978-3-88309-056-6.
- In Hamburg die größte Hoffnung auf Erfolg (= bibliothemata  Band 15). Verlag Traugott Bautz, Herzberg 1996, ISBN 978-3-88309-063-4.
- Geld ist der Hamburger ihr Gott. Erdmann Neumeisters Briefe an Valentin Ernst Löscher (= bibliothemata  Band 18). Verlag Traugott Bautz, Herzberg 1998, ISBN 978-3-88309-071-9.